# Mihail Andricu
Mihail Andricu (ur. 22 grudnia 1894 w Bukareszcie, zm. 4 lutego 1974 tamże) – rumuński kompozytor. W latach 1926–1959 był profesorem konserwatorium w Bukareszcie. Tworzył muzykę symfoniczną (symfonie, suity, koncerty) balety (Taina 1932, Luceafărul 1951), muzykę kameralną i pieśni, członek korespondent Akademii Rumuńskiej.